# Brookhaven, Pennsylvania
Brookhaven là một thị trấn thuộc quận Delaware, tiểu bang Pennsylvania, Hoa Kỳ. Năm 2010, dân số của thị trấn này là 8006 người.